# Xbox Game Pass
Game Pass là một dịch vụ đăng ký thuộc hệ sinh thái Xbox và được cung cấp bởi Microsoft Gaming. Ra mắt vào ngày 1 tháng 6 năm 2017, dịch vụ này cho phép người dùng tải xuống và chơi các video game thông qua các console, Microsoft Windows, Android, iOS, iPadOS, web browser, tivi thông minh và nền tảng đám mây. Game Pass bao gồm một thư viện trò chơi xoay vòng, các trò chơi vẫn có thể truy cập miễn là người dùng duy trì đăng ký. Người dùng đăng ký Game Pass cũng nhận được các ưu đãi giảm giá khi mua các trò chơi từ thư viện của dịch vụ và nội dung tải về bổ sung (DLC) tương ứng.
Dịch vụ này bao gồm hai sản phẩm chính: Xbox Game Pass dành cho các máy chơi game Xbox One, Xbox Series X và Series S, và PC Game Pass dành cho máy tính chạy hệ điều hành Windows 10 và Windows 11. Xbox Game Pass và PC Game Pass được cung cấp dưới dạng các gói đăng ký riêng biệt. Một gói cao cấp mang tên Game Pass Ultimate bao gồm quyền truy cập vào cả hai dịch vụ trên, cùng với Xbox Cloud Gaming, dịch vụ chơi game đám mây theo yêu cầu có sẵn trên console, PC và các nền tảng di động, cũng như các lợi ích từ gói đăng ký Xbox Game Pass Core.
Dịch vụ này bao gồm các tựa game từ các công ty con trực thuộc Microsoft Gaming như Xbox Game Studios và ZeniMax Media, cũng như từ các nhà phát hành bên thứ ba khác. Kể từ tháng 1 năm 2018, tất cả các tựa game mới của Xbox Game Studios đều có sẵn ngay lập tức cho người đăng ký Game Pass khi chúng ra mắt. Microsoft cũng cung cấp quyền truy cập vào dịch vụ EA Play của Electronic Arts, Ubisoft+ của Ubisoft, và các phần thưởng đặc biệt từ Riot Games dành cho người dùng PC Game Pass và Game Pass Ultimate.
Xbox Live Gold đã ngừng hoạt động vào ngày 14 tháng 9 năm 2023 và được hợp nhất vào Xbox Game Pass dưới hình thức một gói đăng ký mới nhưng giá thấp hơn với tên gọi Xbox Game Pass Core, cung cấp một số lượng giới hạn các tựa game miễn phí cho người đăng ký.

## Lịch sử
Những ý tưởng đầu tiên về Game Pass bắt đầu nhen nhóm từ hai lĩnh vực. Đầu tiên là việc Phil Spencer tiếp quản Don Mattrick với tư cách là người đứng đầu thương hiệu Xbox tại Microsoft sau sự ra mắt đầy khó khăn của Xbox One vào năm 2013. Mattrick đã định hướng Xbox One là một trung tâm giải trí nhiều hơn là một máy chơi game, một số quyết định về thiết kế đã đưa ra trước đó trước khi ra mắt đã phải thay đổi sau khi người tiêu dùng và giới truyền thông có những lời chỉ trích tiêu cực về việc định hướng Xbox One. Spencer sau khi tiếp quản thương hiệu Xbox đã nhận ra rằng anh cần phải định hình Xbox tốt hơn nữa khi họ lên kế hoạch cho thế hệ console tiếp theo, đồng thời củng cố lại đội ngũ của anh bằng những ý tưởng mới cho việc này, ngay cả khi ý tưởng của anh có rủi ro. Một trong những ý tưởng được nảy sinh trong thời gian này là dịch vụ cho thuê trò chơi, và một dự án thành lập dịch vụ này được bắt đầu với tên mã là Arches. Khi Microsoft phát triển, các dịch vụ phát trực tuyến như Netflix và Spotify đã chứng minh được các mô hình kinh doanh đăng ký này rất thành công dẫn đến việc Microsoft chuyển đổi Arches học theo mô hình đăng ký này và đặt tên cho nó với tên gọi Game Pass. Ý tưởng về Game Pass rất phù hợp với chiến lược doanh nghiệp lớn của Microsoft để thúc đẩy các dịch vụ dựa trên đám mây dưới thời CEO Satya Nadella.
Lĩnh vực thứ hai là Rare, một nhà phát triển game mà Microsoft đã mua lại vào năm 2002. Trong thời kỳ Mattrick làm việc tại Xbox, anh ấy đã định hướng thiết bị ngoại vi cảm biến chuyển động Kinect (ra mắt cùng với Xbox 360) là một thành phần quan trọng của hệ sinh thái Xbox và giao Rare làm việc trên Kinect Sports để ra mắt cùng với nó, khác với những gì Rare thường làm. Theo giám đốc Craig Duncan của Rare studio, làm việc trên Kinect Sports đã cho họ những ý tưởng sáng tạo về một trò chơi trong tương lai với các yếu tố nhiều người chơi, mà ban đầu họ gọi là "Rare Next" nhưng sau này đã phát triển thành Sea of Thieves. Sea of Thieves được coi là một thử nghiệm quan trọng để chứng minh sự hấp dẫn của Game Pass đối với người chơi và tính kinh tế của hệ thống này. Spencer biết rằng có sự do dự lo ngại lớn từ các nhà xuất bản và nhà phát triển trò chơi khác đối với mô hình đăng ký, vì vậy anh ấy đã lên kế hoạch ra mắt Game Pass bằng cách sử dụng danh mục các tựa game cũ và sau đó mang Sea of Thieves lên làm trò chơi bên thứ nhất đầu tiên của Microsoft cho dịch vụ này, vào cùng ngày mà nó cũng có sẵn ở cửa hàng bán lẻ hoặc có thể mua qua các cửa hàng số. Spencer đã nói với Duncan rằng ngay cả khi tất cả người chơi Sea of Thieves đều chơi nó thông qua Game Pass và không ai mua trò chơi dưới dạng bán lẻ hoặc bản kĩ thuật số nào, Spencer vẫn sẽ coi đó là một kết quả thành công.
Vào ngày 28 tháng 2 năm 2017, Microsoft đã công bố ra mắt Xbox Game Pass và cung cấp một danh mục trò chơi giới hạn cho các thành viên được chọn trong cộng đồng Xbox Insider để thử nghiệm và phản hồi. Cuối quý 2 năm 2017, dịch vụ này đã được mở cho những người chơi đăng ký Xbox Live Gold và sau đó là cho toàn bộ người dùng. Đăng ký Xbox Live Gold không bắt buộc đối với Xbox Game Pass, nhưng đăng ký này là bắt buộc đối với bất kỳ nội dung nhiều người chơi trực tuyến nào mà các trò chơi trong danh mục có.
Trong cuộc họp báo E3 2017 của Microsoft, Microsoft đã thông báo rằng các tựa game Xbox được chọn sẽ được cung cấp thông qua một tính năng tương thích ngược mới tương tự như tính năng dành cho các tựa game Xbox 360. Trong một cuộc phỏng vấn sau đó, Spencer nói rằng một số trò chơi trong số đó cũng có thể tham gia Game Pass.
Vào ngày 23 tháng 1 năm 2018, Microsoft đã công bố mở rộng Game Pass để các tựa game của bên thứ nhất có thể được thêm vào danh mục ngay trong ngày phát hành chính thức của trò chơi đó, bắt đầu với Sea of Thieves đã nói ở trên ra mắt vào ngày 20 tháng 3 năm 2018. Crackdown 3, State of Decay 2 và Forza Horizon 4 cũng được thêm vào khi phát hành, mặc dù ngày ra mắt của chúng không được công bố vào thời điểm đó và các bản phát hành trong tương lai trong các thương hiệu hiện có của Microsoft, chẳng hạn như Halo và Gears of War, cũng sẽ được thêm vào khi phát hành của họ. Ngoài ra, các tựa game ID@Xbox chọn lọc cũng được thêm vào dịch vụ vào ngày phát hành của chúng, tựa game đầu tiên là Robocraft Infinity.
Spencer đã nói rằng ý định của Microsoft với Xbox Game Pass là  đưa nó đến nhiều thiết bị khác nhau, bao gồm cả các thiết bị của đối thủ cạnh tranh. Spencer cho biết "Chúng tôi muốn mang Game Pass đến bất kỳ thiết bị nào mà ai đó muốn chơi trên đó. . . Không chỉ bởi vì đó là công việc kinh doanh của chúng tôi, mà thực sự bởi vì mô hình kinh doanh đó cho phép mọi người chơi và tìm ra những trò chơi mà họ sẽ không chơi ở bất kỳ nơi nào khác."  Vào tháng 5 năm 2019, Microsoft đã thông báo rằng Xbox Game Pass sẽ có sẵn cho máy tính Windows 10, mang đến hơn 100 trò chơi từ các studio của chính Microsoft cũng như của bên thứ ba khi ra mắt.
Vào ngày 18 tháng 4 năm 2019, Microsoft đã công bố Xbox Game Pass Ultimate, một gói đăng ký mới kết hợp cả Game Pass và Xbox Live Gold thành một gói đăng ký duy nhất. Nó đã có sẵn để thử nghiệm cho Người dùng nội bộ Xbox cùng ngày hôm đó, trong khi tính khả dụng chung bắt đầu vào ngày 9 tháng 6 năm 2019. Vào ngày 9 tháng 6 năm 2019, Microsoft đã thông báo rằng Game Pass dành cho PC sẽ ra mắt ở phiên bản beta mở và cũng sẽ được thêm vào bản Ultimate.'
xCloud (Xbox Cloud Gaming) đã được đưa vào cho những người đăng ký Xbox Game Pass Ultimate vào ngày 15 tháng 9 năm 2020, bổ sung khả năng chơi trò chơi trên đám mây cho một số thiết bị di động Android, với hơn 100 trò chơi ban đầu được tối ưu hóa cho các dịch vụ. xCloud dự kiến sẽ hỗ trợ cho các thiết bị di động Android bổ sung sau này. xCloud cho thiết bị iOS thông qua Safari và qua trình duyệt máy tính để bàn trên máy tính Windows và macOS đã được phát hành ở dạng beta vào đầu năm 2021 và sẽ được phát hành phiên bản đầy đủ cho tất cả người đăng ký Game Pass Ultimate trước ngày 28 tháng 6 năm 2021.
Microsoft đã hợp tác với Electronic Arts (EA) vào tháng 9 năm 2020 để cung cấp dịch vụ EA Play cơ bản cho những người đăng ký Xbox Game Pass trên Xbox và PC, EA Play được thêm vào phiên bản trên máy chơi game cầm tay và xCloud cho các thành viên Game Pass Ultimate vào ngày 10 tháng 11 năm 2020 (cùng ngày ra mắt Xbox Series X và Series S), trước khi mở rộng sang PC cho Game Pass Ultimate và Game Pass cho các thành viên PC vào ngày 18 tháng 3 năm 2021. Spencer cho biết vào tháng 10 năm 2020 rằng mô hình định giá Game Pass hiện tại của họ vào thời điểm này được coi là "hoàn toàn bền vững" bất chấp một số nhà phát triển lo ngại rằng họ đang tính phí quá thấp và Microsoft không có kế hoạch tăng giá trong tương lai gần.
Vào tháng 6 năm 2021, Microsoft tuyên bố rằng họ đang làm việc trên ứng dụng Game Pass dành cho TV thông minh cũng như một "thiết bị phát trực tuyến độc lập ". Cả hai dịch vụ này sẽ được xây dựng xung quanh xCloud. Vào tháng 12 năm 2021, Microsoft đã thông báo đổi tên Xbox Game Pass cho PC thành "PC Game Pass" để giảm bớt sự nhầm lẫn trên thị trường. Dịch vụ tiếp tục được gắn thương hiệu với logo Xbox.
Vào ngày 18 tháng 1 năm 2022, Microsoft thông báo rằng Game Pass đã vượt mốc 25 triệu người đăng ký. Cùng ngày hôm đó, Microsoft công bố kế hoạch mua lại Activision Blizzard và bắt đầu tích hợp danh mục trò chơi của Activision vào Game Pass.
Riot Games, một công ty có truyền thống cung cấp các trò chơi của mình thông qua trình chạy trò chơi của riêng mình, đã thông báo vào tháng 6 năm 2022 rằng họ sẽ thêm các trò chơi miễn phí bao gồm Liên minh huyền thoại vào Xbox Game Pass vào cuối năm 2022. Đối với các trò chơi như Liên minh huyền thoại, toàn bộ danh sách tướng hoặc anh hùng sẽ có sẵn cho những người đăng ký Game Pass, trong khi đối với các tựa game khác như Legends of Runeterra, những người đăng ký Game Pass sẽ nhận được phần thưởng trong trò chơi.
Gói Bạn bè và Gia đình đã được tiết lộ vào tháng 9 năm 2022, với phiên bản thử nghiệm được phát hành lần đầu ở Ireland và Colombia. Gói có giá cao hơn, ước tính là 25 đô la/tháng, cho phép một người chia sẻ tài khoản của họ với tối đa bốn người khác, giới hạn với những người trong cùng quốc gia với chủ tài khoản.

## Mô hình
Xbox Game Pass tương tự như dịch vụ đăng ký trò chơi điện tử EA Play hiện có của Xbox One và dịch vụ PlayStation Now do đối thủ Sony cung cấp. Danh mục đăng ký bao gồm hơn 100 trò chơi khi ra mắt, với các trò chơi được thêm vào và đôi khi bị rút khỏi danh mục theo thời gian. Xbox Game Pass cho phép người chơi tải toàn bộ trò chơi xuống máy chơi game. Theo Trưởng bộ phận Xbox Phil Spencer, điều này được thực hiện để mang đến cho người chơi "chơi game liên tục, trung thực mà không phải lo lắng về các vấn đề phát trực tuyến, băng thông hoặc kết nối". Không giống như EA Access, Xbox Game Pass cung cấp các trò chơi đa dạng từ nhiều nhà xuất bản khác nhau, chẳng hạn như Bandai Namco, Capcom, WB Games, 2K Games và các trò chơi của bên thứ nhất từ Xbox Game Studios. Theo Spencer, Microsoft coi Game Pass giống như một nền tảng để cung cấp các trò chơi không phù hợp với khuôn mẫu chung bán chạy và sẽ khó kiếm được nhà xuất bản, và thay vào đó, cho phép các trò chơi này được phát hành trong mô hình đăng ký, khuyến khích cả nhà phát triển tạo các tựa game mới và thử nghiệm. Game Pass cũng cung cấp một cách để người chơi thử các trò chơi mà họ thường không mua và đưa ra quyết định xem có nên mua hay không.
Danh mục giới thiệu các trò chơi chọn lọc dành cho Xbox Series X|S và Xbox One cũng như các tựa game Xbox 360 và Xbox chọn lọc mà Xbox Series X|S và Xbox One tương thích ngược. Không có giới hạn về số lượng trò chơi mà người chơi có thể tải xuống và cài đặt vào máy chơi game của họ, ngoại trừ dung lượng lưu trữ trên máy. Miễn là trò chơi vẫn còn trong danh mục, trò chơi đó có sẵn để người đăng ký tải xuống và chơi không giới hạn. Người chơi có thể mua trò chơi trong danh mục với mức chiết khấu 20% và bất kỳ nội dung bổ sung nào có liên quan cho những trò chơi đó với mức chiết khấu 10%. Giá chiết khấu chỉ khả dụng khi trò chơi có trong danh mục và chỉ dành cho các trò chơi cụ thể. Có thể chơi các trò chơi từ danh mục khi máy chơi game đang ngoại tuyến, nhưng không vượt quá 30 ngày trước khi  phải kết nối lại để xác minh đăng ký đang hoạt động.
Nếu trò chơi bị xóa khỏi danh mục hoặc người chơi kết thúc đăng ký của họ, quyền truy cập sẽ bị tạm ngưng cho đến khi người chơi mua trò chơi hoặc gia hạn đăng ký của họ, tiến trình trong trò chơi của họ sẽ không bị mất ngay mà sẽ được lưu tạm thời. Nếu trò chơi là một tựa game Xbox 360, trò chơi đó sẽ có khả năng tương thích ngược và phải được chơi trên trên Xbox Series X|S hoặc Xbox One, nó không thể được tải xuống trên máy Xbox 360 của người chơi trừ khi người chơi chọn mua nó.
Spencer đã tuyên bố rằng Microsoft có nhiều cách để đền bù cho các nhà phát triển trò chơi trên Game Pass và sẽ không có một phương pháp hoàn vốn duy nhất nào. Kế hoạch hoàn vốn bao gồm từ cách tiếp cận tỷ lệ cố định để đảm bảo tính độc quyền trên nền tảng Microsoft, đến trang trải hoàn toàn chi phí phát triển và bao gồm các mô hình khác nhau dựa trên cách tiếp cận sử dụng và kiếm tiền. Fredrik Wester của Paradox Interactive đã nêu các điều khoản mà họ đã tuân theo mô hình Netflix trong đó nhà phát triển hoặc nhà xuất bản được Microsoft trả một khoản tiền một lần cho trò chơi của họ trên dịch vụ trong một khoảng thời gian cố định dựa trên giá trị được đo lường thay vì giá trị mỗi cách tiếp cận dựa trên trả tiền bản quyền trên mỗi lượt chơi được sử dụng bởi các dịch vụ như Spotify. Cách tiếp cận trả trước, cùng với số lượng người đăng ký lớn, cho phép các nhà phát triển chọn hướng đi liên tục cho trò chơi của họ. Trong trường hợp của Obsidian Entertainment, họ có thể xem xét nội dung có thể tải xuống bổ sung cho trò chơi Outer Worlds của mình vì họ biết hàng triệu người đang chơi trò chơi này.
Trong một cuộc phỏng vấn vào tháng 7 năm 2020, giám đốc tiếp thị của Xbox, Aaron Greenberg, nói rằng Xbox Game Pass không nhất thiết phải mang lại lợi nhuận cho Microsoft vào thời điểm hiện tại mà được thiết kế để giúp thu hút nhiều người chơi sử dụng nó hơn thông qua truyền miệng bằng cách cung cấp một lượng lớn tập hợp các tính năng dưới dạng giá trị dường như được định giá thấp và về lâu dài sẽ trở nên có giá trị. Điều này cho phép họ tránh được chi phí quảng cáo dịch vụ cao.
Mặc dù có tin đồn rằng Microsoft đang làm việc để đưa Xbox Game Pass lên các nền tảng máy chơi game khác như PlayStation hoặc Nintendo Switch, nhưng Spencer cho biết trong một cuộc phỏng vấn vào tháng 8 năm 2021 rằng hiện tại không có kế hoạch nào cho những hệ máy này. Spencer cho biết "Hiện tại chúng tôi không có kế hoạch mang [trải nghiệm Xbox đầy đủ] đến bất kỳ loại nền tảng đóng nào khác, chủ yếu là vì những nền tảng đóng đó không muốn thứ gì đó như Game Pass" và trọng tâm của họ là làm cho nó có sẵn trên các hệ thống mở như máy tính cá nhân và các ứng dụng web.

## Số lượt đăng ký
Trong báo cáo thu nhập quý 3 năm 2020 vào tháng 4 năm 2020, Microsoft đã báo cáo rằng có hơn 10 triệu người đăng ký Xbox Game Pass. Đến tháng 9 năm 2020, nó đã đạt 15 triệu người đăng ký, 18 triệu vào tháng 1 năm 2021, và hơn 25 triệu vào tháng 1 năm 2022. Theo các tài liệu liên quan đến việc mua lại Activision Blizzard, Game Pass có tổng doanh thu 2,9 tỉ đô la Mỹ trong năm tài chính kết thúc vào tháng 1 năm 2021, chiếm khoảng 30% doanh thu dịch vụ và trò chơi của Microsoft, hoặc 18% tổng doanh thu Xbox của hãng.

## Phạm vi hoạt động
Xbox Game Pass hoạt động ở Argentina, Úc, Áo, Bỉ, Brazil, Canada, Chile, Colombia, Cộng hòa Séc, Đan Mạch, Phần Lan, Pháp, Đức, Hy Lạp, Hồng Kông, Hungary, Ấn Độ, Ireland, Israel, Ý, Nhật Bản, Mexico, Hà Lan, New Zealand, Na Uy, Ba Lan, Bồ Đào Nha, Nga, Ả Rập Saudi, Singapore, Slovakia, Nam Phi, Hàn Quốc, Tây Ban Nha, Thụy Điển, Thụy Sĩ, Đài Loan, Thổ Nhĩ Kỳ, Các Tiểu vương quốc Ả Rập Thống nhất, Vương quốc Anh và Hoa Kỳ.
Vào ngày 29 tháng 3 năm 2022, phiên bản xem trước của PC Game Pass đã được ra mắt tại 5 quốc gia Đông Nam Á bao gồm Indonesia, Malaysia, Philippines, Thái Lan và Việt Nam. Dịch vụ đã chính thức ra mắt tại các quốc gia này vào ngày 21 tháng 4 năm 2022.